# تانهورن
تانهورن (به لاتین: Tannhorn) یک کوه در سوئیس است که در کانتون برن واقع شده‌است. تانهورن ۲٬۲۲۱ متر بالاتر از سطح دریا واقع شده‌است.